# Coupe du monde de saut d'obstacles 1998-1999
Navigation
Édition précédente Édition suivante
La coupe du monde de saut d'obstacles 1998-1999 est la 21e édition de la coupe du monde de saut d'obstacles organisée par la FEI. La finale se déroule à Göteborg (Suède), en avril 1999.

## Classement après la finale
| Pos. | Cavalier       | Nationalité | Cheval            |
| ---- | -------------- | ----------- | ----------------- |
| 1    | Rodrigo Pessoa | Brésil      | Baloubet du Rouet |
| 2    | Trevor Coyle   | Irlande     | Cruising          |
| 3    | René Tebbel    | Allemagne   | Radiator          |